# Hygrophorus erubescens
Hygrophorus erubescens (Fr.) Fr., 1838 è un fungo basidiomicete del genere Hygrophorus, a sua volta appartenente alla famiglia delle Hygrophoraceae.

## Descrizione
Il carpoforo è di discrete dimensioni, con un cappello di 4-8 cm di diametro, dal rosa chiaro al biancastro, più scuro verso il centro; può essere punteggiato da segni rosa più scuri o rossi e ammaccature gialle. Convesso e appiattito con l'età, il cappello presenta spesso una sporgenza e un margine involuto negli esemplari giovani. La sua superficie è viscida o appiccicosa. Le lamelle, bianche, sono da adnate a fortemente decorrenti e diventano di color rosa pallido con l'invecchiamento del fungo. Il gambo è alto 5-8 cm e largo 0,8-1,5 cm. La sporata è bianca e le spore, di forma ovale, misurano 6,5-11 per 4,5-6,5 micrometri. H. erubescens ha un odore tenue ma gradevole, mentre il suo sapore è quasi nullo.

## Distribuzione e habitat
Hygrophorus erubescens cresce da agosto a ottobre nei boschi di conifere, in particolare di abete rosso, prevalentemente su terreni calcarei, singolarmente o in gruppi anche numerosi; in America settentrionale, il fungo è stato segnalato nelle Montagne Rocciose, sulla costa pacifica e dal Tennessee fino alla Regione dei Grandi Laghi, con ritrovamenti anche nel Canada meridionale. Nel 2006 il fungo è stato classificato come estinto sul territorio nazionale nell'elenco dei funghi minacciati della British Mycological Society, poiché non viene rinvenuto in Gran Bretagna dal 1878. È invece presente in tutta la Scandinavia ed è stato doocumentato ad alta quota nelle regioni a clima alpino-subartico della Russia, nonché in alcune aree montuose dell'Europa centrale. La specie è stata inoltre documentata nelle regioni turche del Mar Nero orientale e medio. In Giappone è più comune nei boschi di conifere ed è stato segnalato sulle isole di Hokkaidō e di Honshū.

## Commestibilità
La specie, pur non essendo classificata come velenosa, è considerata non commestibile.